# Geodena barombica
Geodena barombica är en fjärilsart som beskrevs av Embrik Strand 1911. Geodena barombica ingår i släktet Geodena och familjen mätare. Inga underarter finns listade i Catalogue of Life.